# Aedes deboeri
Aedes deboeri är en tvåvingeart som beskrevs av Edwards 1926. Aedes deboeri ingår i släktet Aedes och familjen stickmyggor. Inga underarter finns listade i Catalogue of Life.